# Skorochod-Darstellung
Die Skorochod-Darstellung, auch Skorochod-Kopplung genannt oder als  Darstellungssatz von Skorochod bezeichnet, ist eine Aussage der Stochastik über die Konvergenz in Verteilung beziehungsweise die schwache Konvergenz von Wahrscheinlichkeitsmaßen und ihre Verknüpfung zur fast sicheren Konvergenz. Sie ist nach Anatoli Skorochod benannt, ist aber aufgrund unterschiedlicher Transkriptionen seines Namens in verschiedene Sprachen auch in den Schreibweisen Skorokhod oder Skorohod in der Literatur zu finden.
Der Beweis des Darstellungssatzes ist ein klassisches Beispiel für ein Kopplungsargument.

## Aussage
Gegeben seien Zufallsvariablen {\displaystyle X,X_{1},X_{2},X_{3},\dots } mit Werten in einem polnischen Raum {\displaystyle (E,{\mathcal {B}}(E))}, versehen mit der borelschen σ-Algebra. Typischer Fall ist beispielsweise {\displaystyle E=\mathbb {R} }. Des Weiteren gelte
{\displaystyle X_{n}\mathrel {\stackrel {\mathcal {D}}{\rightarrow }} X},
die Zufallsvariablen konvergieren also in Verteilung.
Dann gilt: Es existieren ein Wahrscheinlichkeitsraum {\displaystyle (\Omega ,{\mathcal {A}},P)} und Zufallsvariablen
{\displaystyle Y,Y_{n}\colon (\Omega ,{\mathcal {A}},P)\to (E,{\mathcal {B}}(E))},
so dass 
1. die Verteilungen übereinstimmen: {\displaystyle X_{n}\mathrel {\stackrel {\mathcal {D}}{=}} Y_{n}} und {\displaystyle Y\mathrel {\stackrel {\mathcal {D}}{=}} X}, und
2. die Folge {\displaystyle (Y_{n})_{n\geq 1}} fast sicher gegen {\displaystyle Y} konvergiert.

## Varianten
Der Satz wird in unterschiedlichen Varianten formuliert: teils nur für reelle Zufallsvariablen, wobei die Konvergenz in Verteilung dann über die Verteilungsfunktionen definiert wird, teils wird die Konvergenz in Verteilung auch als schwache Konvergenz von Wahrscheinlichkeitsmaßen im Bildraum formalisiert.